# General der Panzertruppen

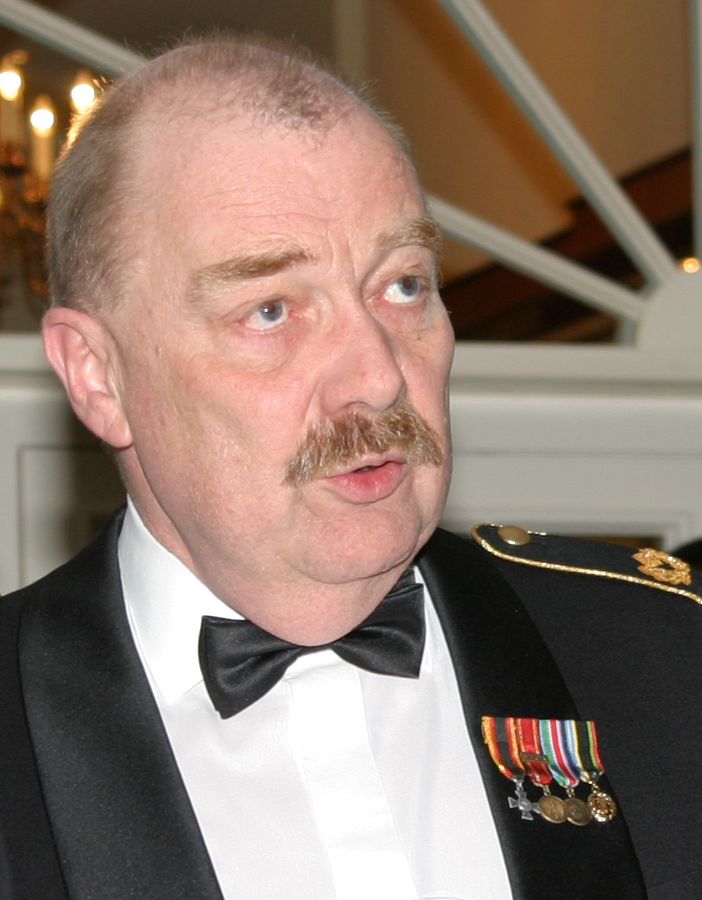
Brigadegeneral Klaus Feldmann, General der Panzertruppen der Bundeswehr von 2003 bis 2012

General der Panzertruppen ist eine Dienststellung in der Bundeswehr. Sie wird an den für bestimmte Fragen der Truppenausbildung und -ausrüstung der Panzertruppen verantwortlichen Offizier vergeben.
Zunächst war der General der Panzertruppen ein Abteilungsleiter im Truppenamt, später Heeresamt, in Köln. Später war der Kommandeur der Panzertruppenschule zugleich General der Panzertruppen. Von 2007 bis 2013 war die Dienststellung mit dem Posten des Kommandeurs des Ausbildungszentrums Munster verbunden sowie danach mit dem des Leiters Ausbildungsbereich Panzertruppen. und seit dem 1. April 2021 mit dem Leiter Schule gepanzerte Kampftruppen.
Entsprechende Dienststellungen existieren auch für die anderen Truppengattungen des Heeres. Da es sich hierbei um eine Dienststellung handelt, ist manchmal ein Oberst „General der“ jeweiligen Truppengattung. Die Anrede Herr General oder Herr Oberst ist üblich; die Anrede Herr General der Panzertruppen ist unüblich, da es sich um keinen Dienstgrad handelt.

## Offiziere in dieser Dienststellung
- Hans-Jürgen Rennack (1993–1995)
- Wolfgang Beltermann (1995–1999)
- Christian Trull (1999–2002)
- Wolf-Dieter Langheld (2002–2003)
- Klaus Feldmann (2003–2012)
- Bernd Schütt (2012–2013)
- Artur Schwitalla (2013–2015)
- Jochen Schneider (2015–2017)
- Michael Knoke (2017–2018)
- Bernd Prill (August 2018 bis Januar 2023)
- Michael Sack (seit Januar 2023)